# Sericia parvipennis
Sericia parvipennis är en fjärilsart som beskrevs av Walker 1857. Sericia parvipennis ingår i släktet Sericia och familjen nattflyn. Inga underarter finns listade i Catalogue of Life.